# أزمة الكهرباء في تركيا عام 2015
في يوم الثلاثاء الموافق 31 مارس 2015، تعرضت تركيا لأكبر أزمة كهرباء في تاريخها الحديث. حيث انقطع التيار الكهربي على جميع مدن تركيا. وتأثر بذلك ملايين الأتراك. حيث تعطل المترو، وتوقفت إشارات المرور عن العمل، وتعطلت المصاعد الكهربائية، وتوقفت المصانع التي لا تملك مصادر احتياطية للطاقة.

## الأسباب
كان سبب هذة الأزمة هو صيانة أحد الخطوط الكهربائية.